# Мелроз (тауншип, Миннесота)
Мелроз (англ. Melrose) — тауншип в округе Стернс, Миннесота, США. На 2000 год его население составило 772 человека.

## География
По данным Бюро переписи населения США площадь тауншипа составляет 104,4 км², из которых 102,7 км² занимает суша, а 1,7 км² — вода (1,66 %).

## Демография
По данным переписи населения 2000 года здесь находились 772 человека, 255 домохозяйств и 207 семей. Расовый состав населения: 99,09 % белых, 0,13 % коренных американцев, 0,26 % азиатов, 0,39 % — других рас США и 0,13% приходится на две или более других рас. Испанцы или латиноамериканцы любой расы составляли 0,39% от популяции тауншипа.
Из 255 домохозяйств в 42,0 % воспитывались дети до 18 лет, в 73,3 % проживали супружеские пары, в 2,4 % проживали незамужние женщины и в 18,8 % домохозяйств проживали несемейные люди. 14,9 % домохозяйств состояли из одного человека, при том 7,5 % из — одиноких пожилых людей старше 65 лет. Средний размер домохозяйства — 3,03, а семьи — 3,41 человека.
31,0 % населения — младше 18 лет, 7,8 % — в возрасте от 18 до 24 лет, 27,3 % — от 25 до 44, 19,3 % м от 45 до 64, и 14,6 % — старше 65 лет. Средний возраст — 36 лет. На каждые 100 женщин приходилось 111,5 мужчин. На каждые 100 женщин старше 18 приходилось 121,2 мужчин.
Средний годовой доход домохозяйства составлял 42 589 долларов и средний доход семьи был 45 865 долларов. Средний доход мужчин —  28 571  доллар, в то время как у женщин — 22 396. Доход на душу населения составил 16 462 доллара. За чертой бедности находились 3,9 % семей и 5,7 % всего населения тауншипа, из которых 5,8 % младше 18 и 5,7 % старше 65 лет.